# Mihai Romilă
Mihai Romilă (Huszváros, 1950. október 1. – 2020. június 27.) válogatott román labdarúgó, középpályás, csatár.

## Pályafutása

### Klubcsapatban
1968–69-ben a Nicolina Iași, 1970-ben a Gloria Bârlad, 1970–71-ben az ASA Sibiu labdarúgója volt. 1971 és 1983 között nevelőklubja, a Politehnica Iași játékosa volt. 1983–84-ben a Dunărea Galați csapatában fejezte be az aktív labdarúgást.

### A válogatottban
1975 és 1979 között 19 alkalommal szerepelt a román válogatottban és egy gólt szerzett.

## Sikerei, díjai
Politehnica Iași
- Román bajnokság – másodosztály
  - bajnok (2): 1972–73, 1981–82